# Micromanía
Micromanía fue una revista española dedicada a los videojuegos para PC. Editada desde mayo de 1985 hasta enero de 2024, consta de un total de 450 números de periodicidad mensual y a veces bimensual, repartidos en tres épocas, una primera época entre 1985 y 1988 de 35 números, una segunda época entre 1988 y 1995 de 80 números y una tercera época que abarcó el resto de su tirada con 335 números entre 1995 y 2024.
Fue una de las primeras revistas de videojuegos publicadas en Europa. Fundada por la editorial HobbyPress que después fue absorbida por Axel Springer, se independizó de esta editorial en julio de 2012, pasando a publicarse a través de BlueOcean Publishing. En mayo de 2023, pasó a publicarse exclusivamente a través de las tiendas de videojuegos de la Cadena Game. El 19 de enero de 2024, la redacción anunció a través de su cuenta oficial de X (antigua Twitter) el cierre definitivo de la revista tras casi 39 años de historia que la convierten, a fecha de su cierre, en la revista en papel de videojuegos más longeva del mundo.

## Historia

### Primera época
En la primera época, que constó de 35 números, Micromanía tenía unas 75-80 páginas de extensión media y de vez en cuando (normalmente en Navidad o verano) salían números denominados extras, con un precio superior al original y con un mayor número de páginas. En esta etapa, se centraron sobre todo en el ámbito de los sistemas de 8 bits, de hecho la revista nace como una especie de spin-off de Microhobby, dedicada en exclusiva a ordenadores Sinclair y compatibles, inicialmente el ZX Spectrum y después todos los que fueron surgiendo, Amstrad CPC, Commodore 64, MSX, etc. Aunque también podían encontrarse referencias al IBM PC, no fueron muy comunes en esta época. El primer número tuvo la portada dedicada a Jet Set Willy, y el último la tuvo dedicada a Black Lamp.
En esta época incluían listados de pequeños programas en BASIC para tales ordenadores, listados de cargadores para obtener vidas infinitas y otras ventajas en juegos de la época y secciones clásicas como "Patas Arriba" (la solución completa de un videojuego), "Arriba y abajo" (una lista de los videojuegos más populares por votación de los lectores), "S.O.S. Ware" (una sección en la que los lectores hacían preguntas sobre juegos que contestaba la revista) o "Doña Tecla" (publicación de videojuegos completos en forma de listados BASIC complejos para distintos ordenadores de la época que había que teclear y luego guardar en cinta o disquete) entre otras. En los primeros números, a veces podía aparecer con la revista un casete que incluía POKES y cargadores para los títulos de la época, aunque lo más común es que se incluyeran los listados en BASIC publicados en la propia revista para los distintos modelos informáticos.

### Segunda época
Durante esta segunda época, que comenzó en junio de 1988 y constó de 80 números, cambió el formato de edición a tamaño periódico (el más asociado a la revista durante años, de proporción similar a DIN A3), conservando las mismas secciones y permitiendo las dimensiones de la revista la publicación de mapas de los juegos de mayor tamaño. Esta época fue una transición entre los 8 bits y los 16 bits. La portada del primer número, que fue acompañado de una amplia campaña publicitaria en televisión, estuvo dedicada a Turbo Girl, y la última a la tercera parte de Legend of Kyrandia: Malcolm's Revenge.
Al principio siguió la línea de la etapa anterior pero, según decaían los modelos anteriores y surgían los 16 bits de sistemas como Amiga o Atari ST, se refería cada vez más de los videojuegos en PC basados en MS-DOS. Siguieron incluyéndose, eso sí, secciones clásicas como los cargadores de vidas infinitas en BASIC, que con el tiempo llegaron a publicarse para PC en formato QBASIC, que al ejecutarlos se autocompilaban en un fichero para su uso junto al juego. El último número de la segunda época se publicó en enero de 1995.

### Tercera época
La tercera época, y la más longeva, constó de 335 números y comenzó en febrero de 1995. El primer número tuvo la portada dedicada a Full Throttle. En esta época se volvió a cambiar el formato de edición, abandonando el periódico y volviendo a una revista de tamaño más pequeño. A partir del sexto número en julio de 1995 se comenzó a acompañar la revista de un CD-ROM que incluía demos, previews y tráileres cinematográficos con las últimas novedades de cada vez. A partir de 2004 se cambió el CD por el DVD y empezó a incluir, además de las demos, un juego completo. Esto se mantuvo así hasta febrero de 2013 cuando se suprimió el DVD físico y se reemplazó por un código publicado en la revista para descargar el juego cada mes.
La línea de contenidos sigue la evolución de los videojuegos para sistemas PC. Comenzó donde lo dejó la segunda época, con títulos para MS-DOS, y siguió después con todos los sistemas Windows desde Windows 95 hasta hoy en día. La sección de cargadores siguió publicándose inicialmente, aunque con la migración a Windows 95 acabó desapareciendo, siendo su última aparición en el número 14, de marzo de 1996. El 12 de mayo de 1998, HobbyPress fue adquirida por el Grupo Axel Springer y renombrada a Axel Springer España, siendo editada la revista bajo esta editorial durante 14 años. El primer número que llevó oficialmente el sello de Axel Springer fue el 42 de la tercera época, publicado en julio de 1998. En julio de 2012, Axel Springer se desprendió de Micromanía para incluir la temática de PC dentro de Hobby Consolas, y el equipo de Micromanía, tras un mes sin publicarse la revista durante el cual se especuló en los medios con su posible cierre, comenzó a publicar desde septiembre del mismo año la revista por la editorial BlueOcean Publishing.
En mayo de 2023, ante la crisis de las publicaciones en papel, Micromanía llegó a un acuerdo con la cadena de venta de videojuegos Game para distribuir la revista exclusivamente en sus tiendas, reduciendo así la tirada y ahorrando costes para mantener la revista a flote, aunque esto supusiera su desaparición del resto de kioscos y puntos de venta. Aguantaron de esta forma en circulación siete meses más hasta que en enero de 2024 se anunció oficialmente en la cuenta oficial de X de la redacción que el número 335 de enero de 2024 que acababa de salir en ese momento sería el último número que saldría en circulación. Esa última edición tuvo la portada dedicada a los 50 videojuegos más esperados de 2024.

## Lema de la revista
En la cabecera de la revista, siempre ha aparecido publicado un lema. Desde el primer número de la primera época en mayo de 1985, hasta el número 86 de la tercera época de marzo de 2002, el lema de la revista fue "Sólo para adictos". Desde el número 87, de abril de 2002, hasta el número 113 de junio de 2004, hubo dos lemas, "Sólo para adictos al PC" y "La revista para el jugador más exigente". Desde el número 114 de julio de 2004 hasta el fin de la revista en 2024, el lema ha sido "La revista de jugadores para jugadores".

## Críticas
A Micromanía, a partir de la tercera época, se la ha criticado duramente por dar a los juegos puntuaciones altas, comparadas con las de otros medios (tanto otras revistas de la época como páginas web especializadas). Incluso en abril de 2007, la revista PC Life incluyó un editorial que tildaba de "vendidos" a otra publicación, que por la descripción que daba estaba claro que era Micromanía. Aun así ha estado durante muchos años en el puesto número uno de ventas en las revistas de videojuegos para PC en España.